# Yang Kaihui
Yang Kaihui (杨开慧T, 楊開&#24935S, Yáng KāihuìP; nome di cortesia: Yúnjǐn 云锦; Bancang, 6 novembre 1901 – Changsha, 14 novembre 1930) è stata una politica cinese, moglie di Mao Zedong dal 1920 al 1930.

## Biografia
Nacque nel villaggio di Bancang, nella provincia dello Hunan, figlia di Yang Changji, dirigente della Prima Scuola Normale di Hunan e tra gli insegnanti preferiti da Mao. Dal matrimonio con Mao nacquero tre figli: Mao Anying (1922-1950), Mao Anqing (1923-2007) e Mao Anlong (1927-1931). Kaihui entrò nel Partito Comunista Cinese nel 1921 e, separatasi dal marito in fuga, fu giustiziata dal Kuomintang nel 1930.